# Medunefer
Medunefer war ein altägyptischer Augenarzt, der in der 5. oder 6. Dynastie, um 2500 bis 2300 v. Chr. (Altes Reich), lebte. Er ist bisher nur von seiner Mastaba in der Nekropole von Gizeh bekannt. Die Mastaba ist ein solider Bau mit einer kleinen Kultkapelle in der Mitte. Der einzige dekorierte Teil der Grabanlage ist ein Türsturz. Dort ist Medunefer sitzend dargestellt. Vor ihm befindet sich eine Inschrift mit seinem Namen und seinen Titeln. Demnach war er unter anderem Königsbekannter, Geheimnisträger des Palastes, Leiter der Augenärzte des Palastes und Arzt des Palastes. Über sein weiteres Leben ist nichts bekannt und es kann wenig zu seiner genauen Datierung innerhalb des altägyptischen Alten Reiches gesagt werden.